# Saisie des rémunérations en France
En France, la saisie des rémunérations est une procédure civile d'exécution qui permet à un créancier de récupérer sa créance en faisant prélever directement les sommes dues sur les salaires ou sur certaines autres rémunérations du débiteur. 
C'est une mesure de recouvrement forcé, prévue aux articles L. 3252-1 à L. 3252-7, et R. 3252-1 à R. 3252-49, du code du travail.
Depuis le 1er juillet 2025, elle est mise en œuvre par les commissaires de justice (loi n°2023-1059 du 20 novembre 2023 et décret d'application n°2025-125 du 12 février 2025 relatif à la nouvelle procédure de saisie des rémunérations.

## Rémunérations concernées
Selon la nature des rémunérations, celles-ci sont saisissables partiellement ou en totalité.

## Quotité saisissable
La part saisissable est déterminée par l'article R. 3252-2 du code du Travail et tient compte du montant de la rémunération, mais apporte aussi un correctif pour chaque personne à la charge du débiteur.
La rémunération après saisie ne peut être inférieure au RSA pour une personne seule.

## Réglementation en vigueur depuis le1erjuillet 2025
À compter du 1er juillet 2025, la réglementation relative à la saisie des rémunérations en France évolue en application de :
- la loi n°2023-1059 du 20 novembre 2023 d'orientation et de programmation du ministère de la Justice 2023-2027, notamment ses articles 47 et 60,
- et du décret n°2025-125 du 12 février 2025 relatif à la nouvelle procédure de saisie des rémunérations.

À compter du 1er juillet 2025, la procédure de saisie des rémunérations relatives aux "dettes privées" (c'est-à-dire qui ne concernent pas le Trésor public ou comptable public), est mise en œuvre par un commissaire de justice.
Celui-ci, dès lors qu'il est en possession d'un titre exécutoire, émet un commandement de payer, conformément aux dispositions de l'article L212-2 du Code des procédures civiles d'exécution.
Le commandement de payer est assorti d’un délai suspensif d’un mois. Ce délai doit permettre au débiteur de :
- payer sa dette ou conclure un accord avec le créancier sur les modalités de paiement ;
- contester la validité de la mesure devant le juge de l’exécution (art. R.212-1-7 et suivants du code des procédures civiles d'exécution)[4].

La saisie des rémunérations qui relèvent de "dettes publiques" (Trésor public, comptable public) est mise œuvre via une saisie administrative à tiers détenteur (SATD).
Voir articles:
- La réforme de la saisie sur salaire: ce qui change le 1er juillet 2025, CN commissaires de Justice
- Quels changements pour la procédure de saisie sur salaire ?  sur service-public.fr
- Saisie des rémunérations : attention les règles changent à compter du 1er juillet 2025 !  in « la gazette du midi ».

## Réglementation en vigueur jusqu'au 30 juin 2025

### Fondement juridique
La saisie des rémunérations était régie par les articles L. 3252-1 à L.3252-13 (partie législative) et R. 3252-1 à R. 3252-16 (partie réglementaire) du code du travail.

### Tentative de conciliation, phase obligatoire qui se déroule devant le tribunal d'instance
- La demande était présentée par le créancier au secrétariat-greffe du tribunal d'instance dans le ressort duquel le débiteur a son domicile.
- Cette demande contient à la fois des renseignements concernant la personne du débiteur (nom, adresse, employeur) mais aussi le décompte détaillé des sommes dues (principal, frais, taux d'intérêt). Enfin la demande doit être accompagnée du titre exécutoire, c’est-à-dire un document (un titre) qui est revêtu de la formule exécutoire et qui permet de recourir à l'exécution forcée, aux poursuites si le débiteur ne paie pas spontanément. C'est par exemple un jugement ou une ordonnance rendue par une juridiction.
- Les parties (débiteur et créancier) étaient convoquées à une audience au cours de laquelle le débiteur est invité à présenter d'éventuelles contestations, et au terme de laquelle le magistrat tente de concilier les parties. S'il y parvient, il leur fait signer un « procès-verbal de conciliation » qui constate l'engagement du débiteur à rembourser la dette, les conditions de ce remboursement (par exemple par mensualités qui peuvent être inférieures ou supérieures à la quotité saisissable) et l'accord du créancier. Ce procès-verbal est contresigné par le juge qui informe le débiteur des implications de son engagement et notamment que, dès le premier défaut de paiement à la date prévue, la saisie pourra être ordonnée sur simple signalement du créancier (sans nécessité de nouvelle audience).
- Si l'une des parties n'était pas présente ou si la conciliation n'aboutit pas, le juge autorise la saisie après avoir vérifié la validité du titre exécutoire, les montants des sommes dues, les intérêts et frais éventuels, ainsi que les contestations du débiteur. Si l'audience a donné lieu à un jugement, les voies de recours sont ouvertes et la saisie ne se poursuit qu'à l'expiration des délais de recours (un mois pour le délai d'appel à compter de la signification).

### Opérations de saisie: notification de l'acte de saisie à l'employeur du débiteur
- L'employeur devait faire connaître au greffe tous les renseignements nécessaires à la saisie et notamment les autres saisies, avis à tiers détenteurs, paiements directs, créances d'aliments..., qui pourraient déjà être en place sur la rémunération du salarié. S'il ne le fait pas ou s'il fait des déclarations mensongères, l'employeur s'expose à des sanctions civiles, amendes[5] et même dommages et intérêts.

### Effets de la saisie
- Tous les mois, l'employeur retenait sur la rémunération une somme d'argent égale au montant de la fraction saisissable et la verse soit au tribunal soit au créancier.
- Si l'employeur n'opère pas le versement, le magistrat rend une ordonnance le rendant personnellement responsable envers le créancier et s'il ne fait pas opposition, l'employeur peut ainsi être tenu de payer à la place de son salarié.

### Mainlevée de la saisie
- En matière de saisie, on ne parle pas de fin, mais de mainlevée. Celle-ci a lieu en cas d'accord du ou des créanciers ou quand le juge constate l'extinction de la dette.
- La mainlevée est notifiée à l'employeur dans les huit jours.

### Pluralité de saisies
- Il peut arriver qu'un débiteur ait plusieurs créanciers. Dans cette hypothèse, le créancier muni d'un titre exécutoire peut, sans passer par la phase de conciliation, intervenir à la procédure déjà mise en place par un autre créancier. On parle d'une procédure d'intervention.
- Il intervient en déposant une requête au secrétariat-greffe du tribunal d'instance qui contient les mêmes mentions que celles décrites dans la phase initiale (renseignements sur le débiteur et sur la dette).
- Après vérifications de la dette et des intérêts, le juge notifie la saisie au débiteur et à l'employeur. Ce dernier doit alors verser la part saisissable du salaire au régisseur du tribunal d'instance qui est chargé de la répartition entre les différents créanciers.
- Cette intervention peut être contestée à tout moment lors de la saisie et le débiteur, même après la fin de la saisie, peut agir contre l'intervenant qui aurait perçu des sommes indûment.

### Répartition
- La répartition des sommes collectées par le régisseur près le tribunal d'instance a lieu, au moins, tous les six mois, sauf si entretemps les sommes suffisent pour régler l'intégralité des dettes.
- Le secrétariat-greffe notifie un état de répartition à chaque créancier, et les contestations à l'encontre des interventions sont traitées à ce niveau de la procédure.
- Si la contestation de l'intervention est rejetée, les sommes sont remises au créancier intervenant. Si la contestation est accueillie, les sommes sont restituées au débiteur.
- L'état de répartition peut être contesté par chaque créancier dans un délai de quinze jours à compter de sa notification. S'il ne l'est pas, les sommes sont versées aux créanciers, sinon le juge statue préalablement sur la contestation et répartit les sommes ensuite.

### Incidents
- Si un avis à tiers détenteur[6] est notifié à l'employeur, celui-ci suspend la saisie jusqu'à extinction de la dette en cause, sous réserve des règles qui s'appliquent en matière de pensions alimentaires.
- Si une procédure de paiement direct d'une créance alimentaire est notifiée à l'employeur, ce dernier verse en priorité les sommes dues au créancier d'aliment. S'il y a un reliquat, il va au créancier initial.
- Si un débiteur perçoit plusieurs rémunérations, le juge détermine les ou les employeurs qui sont chargés de procéder aux retenues sur salaire. Si l'un d'entre eux suffit à payer l'intégralité de la portion saisissable, la saisie ne s'opérera qu'entre ses mains.
- Le débiteur doit informer le tribunal de ses changements d'adresse, surtout si son domicile est en dehors du ressort de compétence du tribunal d'instance saisi au départ, car la procédure se poursuivra alors dans le tribunal d'instance de son nouveau domicile.
- En cas de changement d'employeur, la saisie peut être poursuivie entre les mains du nouvel employeur sans passer par la phase de conciliation, à condition que la demande soit faite dans l'année qui suit l'avis de la fin du lien de droit entre l'employeur et le salarié, donné par l'ancien employeur.

### Baisse du niveau de protection des débiteurs
Dans l'ancien système, c'était le juge qui vérifiait la créance ainsi que les frais des huissiers de justice au moment de la procédure d'autorisation de saisie. Il pouvait écarter les frais inutiles, redondants ou excessifs.
Dans le système actuel, le contrôle du juge est « a posteriori », avec une saisine éventuelle du débiteur qui contesterait les frais du commissaire de justice. Le niveau de protection des débiteurs diminue, puisque le juge ne contrôle plus « a priori » la créance et les frais.